# Hermanos Humboldt

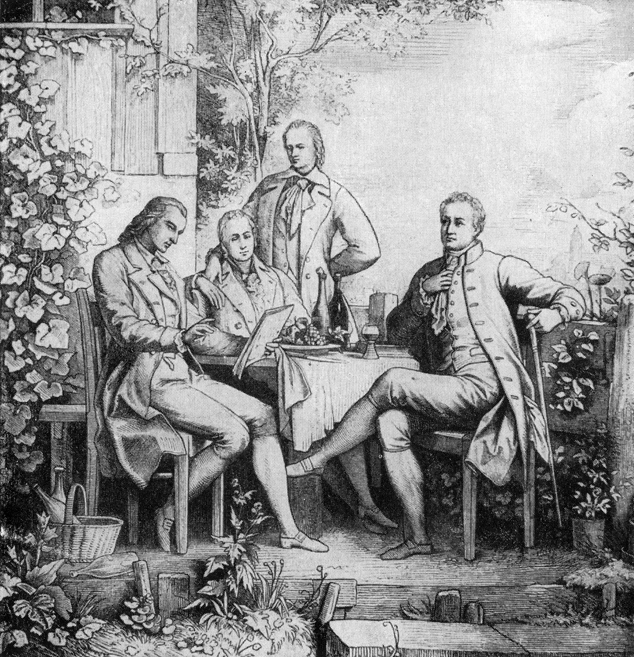
Los hermanos Humboldt en su juventud, junto a otros grandes intelectuales alemanes de finales del XVIII: Friedrich Schiller y Johann Wolfgang von Goethe (Jena, 1797).

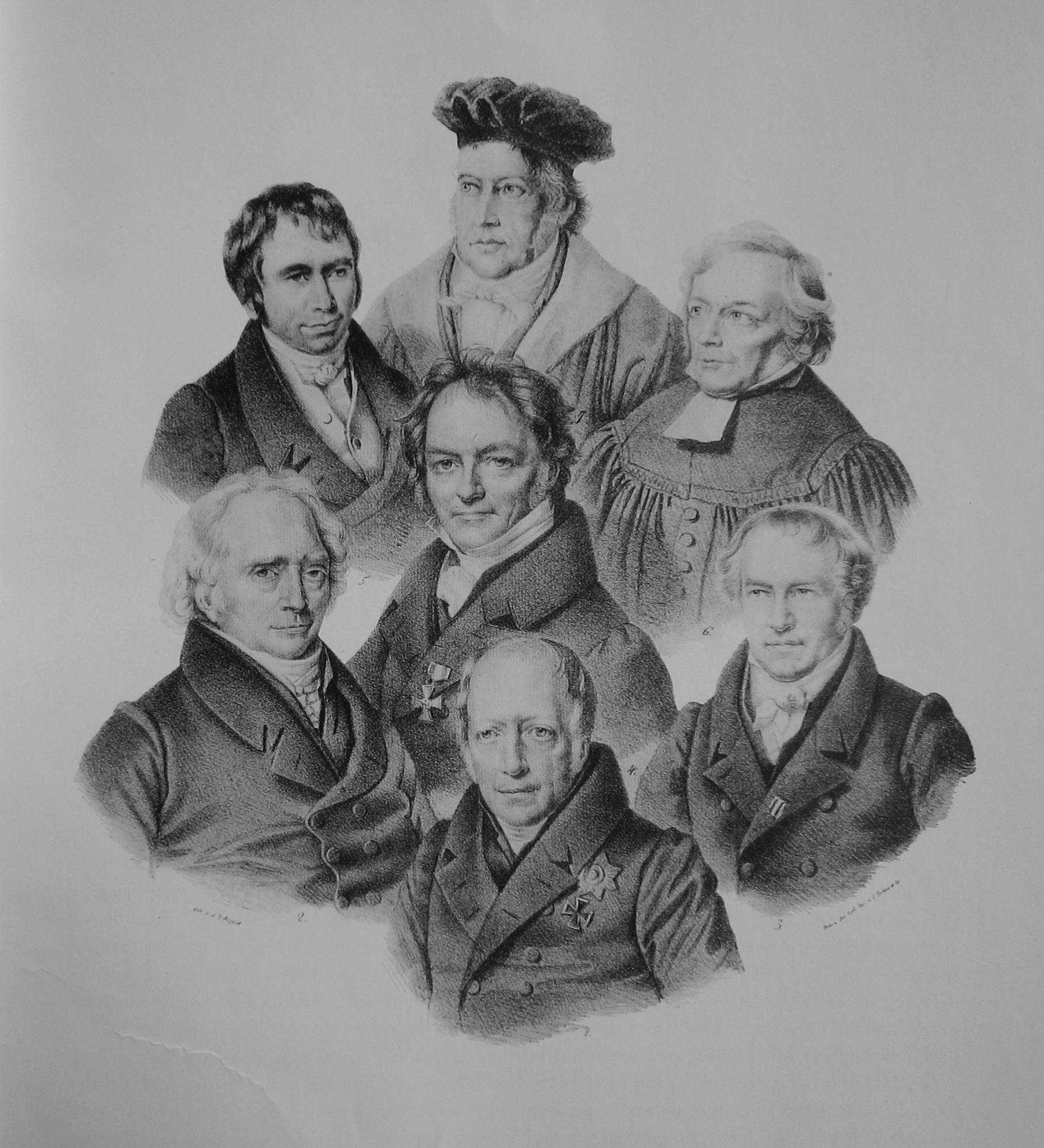
Los hermanos Humboldt en su vejez, junto a otros académicos de Berlín: Georg Wilhelm Friedrich Hegel, Johann August Wilhelm Neander, Friedrich Ernst Daniel Schleiermacher, Karl Ritter y Christoph Wilhelm Hufeland.

Los hermanos Humboldt fueron dos intelectuales alemanes de extraordinaria importancia en la ilustración y el prerromanticismo (finales del siglo XVIII y comienzos del siglo XIX): Wilhelm von Humboldt y Alexander von Humboldt.

Su madre, Marie-Elisabeth von Humboldt, provenía de una familia francesa (Colomb), de religión protestante (hugonotes), establecida en el reino de Prusia tras su salida de Francia como consecuencia del edicto de Nantes. Tuvo un matrimonio anterior (Friedrich Ernst von Hollwede) antes de casarse con Alexander Georg von Humboldt (chambelán del rey de Prusia y oficial de caballería).
Ambos, pero especialmente Alexander, tuvieron inquietudes muy amplias, que no se restringían a su campo de estudio principal, en una época en la que ya se estaba produciendo la especialización de las ramas del saber; por lo que se les considera como unos de los últimos sabios universales o humanistas.
Wilhelm (Guillermo), filólogo, fue un destacado político del reino de Prusia, donde emprendió la reforma educativa que sentó las bases del modelo de universidad alemana.
Alexander (Alejandro), naturalista, realizó uno de los viajes más importantes de la historia de la ciencia (por la América española, además de otras expediciones), y en sus últimos años se dedicó a la redacción de una monumental obra: Kosmos.

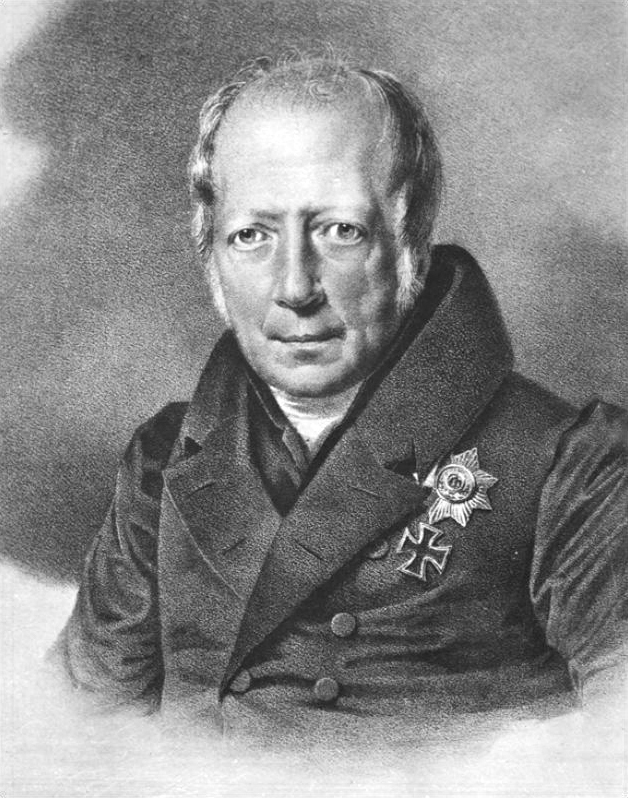
Wilhelm, el hermano mayor (nacido en 1767).
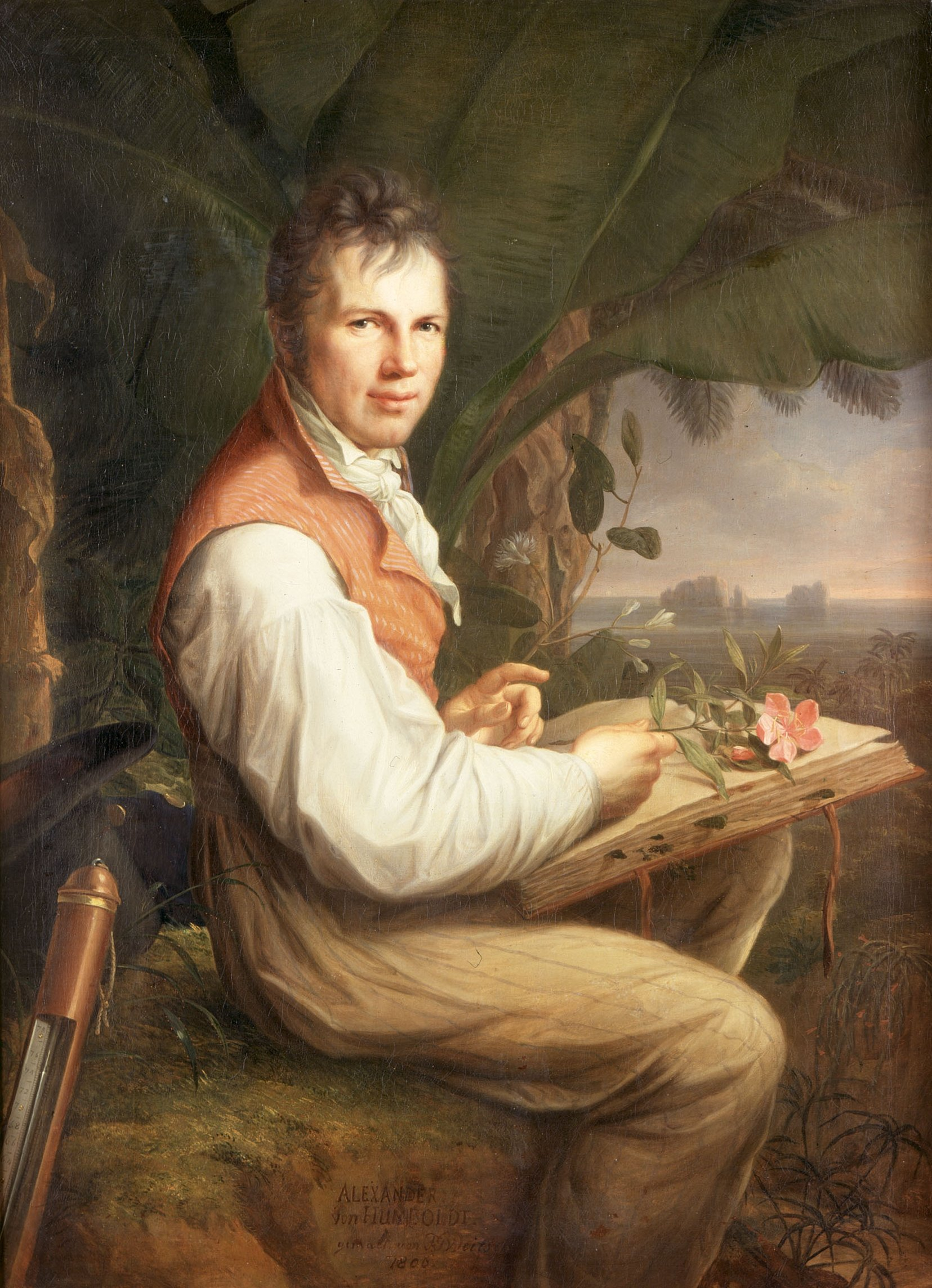
Alexander, el hermano menor (nacido en 1769).
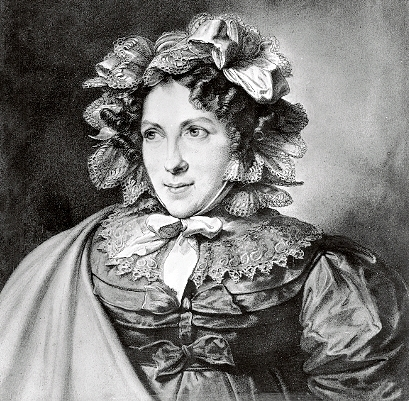
Marie-Elisabeth, la madre.